# Bright Star
Bright Star is een romantische filmtragedie, gebaseerd op de laatste drie levensjaren van de dichter John Keats. De titel verwijst naar een sonnet van Keats, Bright star, would I were stedfast as thou art.
De hoofdrollen worden gespeeld door Ben Whishaw als Keats en Abbie Cornish als zijn muze Fanny Brawne. De regisseur was de Nieuw-Zeelandse Jane Campion, die tevens het script schreef..
De film werd vertoond op het filmfestival van Cannes op 15 mei 2009, en kreeg een nominatie voor de Gouden Palm.

## Verhaal
Gedurende een periode van 3 jaar, heeft Keats een geheime liefdesrelatie met zijn buurmeisje, Fanny Brawne. Een huwelijk zit er niet in, omdat Keats onvoldoende geld heeft om een vrouw zoals zij is te onderhouden.
De film concentreert zich vooral op het leven van Fanny, die zich bezighoudt met borduren, haar eigen kleding maakt en zich vermaakt met haar kleine zusje en broertje. Eerst een oppervlakkig meisje dat van dansen en flirten houdt, verdiept ze zich in moeilijke poëzie.
Tijdens de film overlijdt de broer van Keats aan tuberculose.
Aan het eind van de film wordt Keats ernstig ziek, en hij sterft in Rome, ver weg van zijn geliefde. Het drama eindigt met het verdriet van Fanny, die altijd vrijgezel blijft. (In werkelijkheid trouwde Fanny en kreeg ze drie kinderen)
De liefde van Keats en Fanny blijft platonisch, door de kuisheid die de 19de eeuw vereiste van dames uit betere kringen.
Alle fraaie kostuums van Fanny komen in de film goed in beeld, en geven een idee van de mode uit die tijd.
Recensies zijn lovend over de cameravoering in de film, waarmee de liefde en de dramatiek uit de gedichten van Keats in sfeerbeelden wordt omgezet. De film valt op door weinig gebruik van muziek. De beelden en dialogen zijn vaak lang uitgesponnen en kunnen bij sommige kijkers een gevoel van langdradigheid opwekken.

## Rolverdeling
- Ben Whishaw als John Keats
- Abbie Cornish als Fanny Brawne
- Paul Schneider als Charles Armitage Brown, de beste vriend van Keats
- Kerry Fox, de moeder van Fanny
- Thomas Sangster als Samuel Brawne, de broer van Fanny*
- Jonathan Aris als Leigh Hunt
- Samuel Barnett als Joseph Severn

## Achtergrond
Het Hyde House en een landhuis in Hyde deden in de film dienst als vervanging voor het Keats House in Hampstead. Campion vond dat het Keats House zelf te klein was voor de opnames.
Enkele van de opnames vonden plaats in de Elstree Studios.